# Lista de deputados estaduais de São Paulo da 19.ª legislatura
Esta é a lista de deputados estaduais de São Paulo para a legislatura 2019–2023.
Este artigo inclui duas listas, uma com os 94 deputados estaduais de São Paulo eleitos nas eleições gerais brasileiras de 2018. Nas eleições estaduais em São Paulo em 2018, em 7 de outubro, foram eleitos 94 deputados estaduais. Nessa mesma eleição, Janaína Paschoal, com dois milhões de votos, tornou-se a deputada mais votada da história do Brasil.

## Composição das bancadas
| Partido       | Líder              | Bancada | Posição      |
| ------------- | ------------------ | ------- | ------------ |
| PL            | Ricardo Madalena   | 19 / 94 | Independente |
| PSDB          | Analice Fernandes  | 13 / 94 | Governo      |
| PT            | Márcia Lia         | 10 / 94 | Oposição     |
| UNIÃO         | Milton Leite Filho | 8 / 94  | Governo      |
| Republicanos  | Gilmaci Santos     | 7 / 94  | Governo      |
| PODE          | Bruno Ganem        | 7 / 94  | Governo      |
| PP            | Delegado Olim      | 5 / 94  | Governo      |
| PSD           | Marta Costa        | 3 / 94  | Governo      |
| MDB           | Jorge Caruso       | 3 / 94  | Governo      |
| PSOL          | Carlos Giannazi    | 3 / 94  | Oposição     |
| Cidadania     | Roberto Morais     | 2 / 94  | Governo      |
| NOVO          | Ricardo Mellão     | 2 / 94  | Governo      |
| PDT           | Márcio Nakashima   | 2 / 94  | Oposição     |
| PCdoB         | Leci Brandão       | 2 / 94  | Oposição     |
| Avante        | Campos Machado     | 2 / 94  | Oposição     |
| Solidariedade | Alexandre Pereira  | 1 / 94  | Governo      |
| Patriota      | Sargento Neri      | 1 / 94  | Oposição     |
| PRTB          | Janaina Paschoal   | 1 / 94  | Oposição     |
| Agir          | Adriana Borgo      | 1 / 94  | Oposição     |
| PSB           | Caio França        | 1 / 94  | Oposição     |
| REDE          | Marina Helou       | 1 / 94  | Oposição     |

## Deputados Estaduais
| Nome                        | Partido       | Coligação                                        | Votos nominais | Notas | Ref   |
| --------------------------- | ------------- | ------------------------------------------------ | -------------- | --- | ----- |
| Janaína Paschoal            | PRTB          | PSL                                              | 2.060.786      | Eleita pelo PSL | [ 1 ] |
| Arthur do Val               | UNIÃO         | PSDB - PSD - DEM - PP - Republicanos             | 478.280        | Eleito pelo DEM Renunciou ao mandato após o Conselho de Ética aprovar a cassação do seu mandato por quebra de decoro parlamentar                                            | [ 1 ] |
| Carlos Giannazi             | PSOL          | Sem Medo de Mudar São Paulo PSOL - PCB           | 218.705        | | [ 1 ] |
| Coronel Telhada             | PP            | PSDB - PSD - DEM - PP - Republicanos             | 214.445        | | [ 1 ] |
| Gil Diniz                   | PL            | PSL                                              | 214.037        | Eleito pelo PSL | [ 1 ] |
| Daniel José                 | PODE          | NOVO                                             | 183.480        | Eleito pelo NOVO | [ 1 ] |
| Jorge Wilson                | Republicanos  | PSDB - PSD - DEM - PP - Republicanos             | 177.414        | | [ 1 ] |
| Caio França                 | PSB           | PSB - PSC - Cidadania - PTB - PV                 | 162.166        | | [ 1 ] |
| Delegado Olim               | PP            | PSDB - PSD - DEM - PP - Republicanos             | 161.569        | | [ 1 ] |
| Mônica da Bancada Ativista  | PSOL          | Sem Medo de Mudar São Paulo PSOL - PCB           | 149.844        | Esteve licenciada do cargo temporariamente por 120 dias de 1º de agosto até 1º de dezembro de 2021 por motivos de saúde                                                     | [ 1 ] |
| Edmir Chedid                | UNIÃO         | PSDB - PSD - DEM - PP - Republicanos             | 135.991        | Eleito pelo DEM | [ 1 ] |
| Major Mecca                 | PL            | PSL                                              | 131.531        | Eleito pelo PSL | [ 1 ] |
| Heni Ozi Cukier             | PODE          | NOVO                                             | 130.214        | Eleito pelo NOVO | [ 1 ] |
| André do Prado              | PL            | PL                                               | 123.313        | | [ 1 ] |
| Alex de Madureira           | PL            | PSDB - PSD - DEM - PP - Republicanos             | 118.294        | Eleito pelo PSD | [ 1 ] |
| Professor Kenny             | PP            | PSDB - PSD - DEM - PP - Republicanos             | 117.567        | | [ 1 ] |
| Marta Costa                 | PSD           | PSDB - PSD - DEM - PP - Republicanos             | 117.156        | | [ 1 ] |
| Conte Lopes                 | PL            | PSDB - PSD - DEM - PP - Republicanos             | 116.806        | Eleito pelo PP | [ 1 ] |
| Campos Machado              | Avante        | PSB - PSC - Cidadania - PTB - PV                 | 115.580        | Eleito pelo PTB | [ 1 ] |
| Carlos Cezar                | PL            | PSB - PSC - Cidadania - PTB - PV                 | 115.566        | Eleito pelo PSB | [ 1 ] |
| Cauê Macris                 | PSDB          | PSDB - PSD - DEM - PP - Republicanos             | 114.690        | Está licenciado do cargo, pois assumiu a Secretaria Estadual da Casa Civil em 16 de março de 2021                                                                           | [ 1 ] |
| Reinaldo Alguz              | UNIÃO         | PSB - PSC - Cidadania - PTB - PV                 | 114.352        | Eleito pelo PV | [ 1 ] |
| Analice Fernandes           | PSDB          | PSDB - PSD - DEM - PP - Republicanos             | 110.089        | | [ 1 ] |
| Bruno Ganem                 | PODE          | PODE                                             | 106.203        | | [ 1 ] |
| Milton Leite Filho          | UNIÃO         | PSDB - PSD - DEM - PP - Republicanos             | 105.492        | Eleito pelo DEM | [ 1 ] |
| Bruno Lima                  | PP            | PSL                                              | 103.823        | Eleito pelo PSL | [ 1 ] |
| Fernando Cury               | UNIÃO         | PSB - PSC - Cidadania - PTB - PV                 | 99.815         | Eleito pelo Cidadania Esteve afastado do cargo temporariamente por 180 dias de 1º de abril até 6 de outubro de 2021 por quebra de decoro parlamentar                        | [ 1 ] |
| Daniel Soares               | UNIÃO         | PSDB - PSD - DEM - PP - Republicanos             | 97.330         | Eleito pelo DEM | [ 1 ] |
| Teonilio Barba              | PT            | PT                                               | 91.394         | | [ 1 ] |
| Carla Morando               | PSDB          | PSDB - PSD - DEM - PP - Republicanos             | 89.636         | | [ 1 ] |
| Rogério Nogueira            | PSDB          | PSDB - PSD - DEM - PP - Republicanos             | 89.040         | Eleito pelo DEM | [ 1 ] |
| Barros Munhoz               | PSDB          | PSB - PSC - Cidadania - PTB - PV                 | 87.494         | Eleito pelo PSB | [ 1 ] |
| Professora Bebel            | PT            | PT                                               | 87.169         | | [ 1 ] |
| Rodrigo Gambale             | PODE          | PSL                                              | 86.981         | Eleito pelo PSL | [ 1 ] |
| Ênio Tatto                  | PT            | PT                                               | 86.744         | | [ 1 ] |
| Altair Moraes               | Republicanos  | PSDB - PSD - DEM - PP - Republicanos             | 86.230         | | [ 1 ] |
| Luiz Fernando Teixeira      | PT            | PT                                               | 85.271         | | [ 1 ] |
| Cezar                       | PDT           | PSDB - PSD - DEM - PP - Republicanos             | 84.657         | Eleito pelo PSDB | [ 1 ] |
| Edna Macedo                 | Republicanos  | PSDB - PSD - DEM - PP - Republicanos             | 84.144         | | [ 1 ] |
| Jorge Caruso                | MDB           | MDB                                              | 83.758         | | [ 1 ] |
| Gilmaci Santos              | Republicanos  | PSDB - PSD - DEM - PP - Republicanos             | 82.678         | | [ 1 ] |
| Itamar Borges               | MDB           | MDB                                              | 82.185         | Esteve licenciado do cargo, tendo assumido a Secretaria Estadual da Agricultura de 1º de junho de 2021 até 1º de abril de 2022                                              | [ 1 ] |
| Marcos Damásio              | PL            | PL                                               | 81.695         | | [ 1 ] |
| Rafa Zimbaldi               | Cidadania     | PSB - PSC - Cidadania - PTB - PV                 | 80.789         | Eleito pelo PSB | [ 1 ] |
| Paulo Fiorilo               | PT            | PT                                               | 80.430         | | [ 1 ] |
| Wellington Moura            | Republicanos  | PSDB - PSD - DEM - PP - Republicanos             | 80.271         | | [ 1 ] |
| Dirceu Dalben               | PL            | PL                                               | 79.564         | | [ 1 ] |
| José Américo                | PT            | PT                                               | 78.326         | | [ 1 ] |
| Ricardo Madalena            | PL            | PL                                               | 77.554         | | [ 1 ] |
| Léo Oliveira                | MDB           | MDB                                              | 76.703         | | [ 1 ] |
| Rodrigo Moraes              | PL            | PSDB - PSD - DEM - PP - Republicanos             | 75.845         | Eleito pelo DEM | [ 1 ] |
| Sebastião Santos            | Republicanos  | PSDB - PSD - DEM - PP - Republicanos             | 75.280         | | [ 1 ] |
| Douglas Garcia              | Republicanos  | PSL                                              | 74.351         | Eleito pelo PSL | [ 1 ] |
| Maurici                     | PT            | PT                                               | 74.254         | Eleito em 2018 que tomou posse em 2020 após o TRE-SP decidir favoravelmente e validar a candidatura, após problemas judiciais. A suplente Beth Sahão estava ocupando a vaga | [ 1 ] |
| Carlão Pignatari            | PSDB          | PSDB - PSD - DEM - PP - Republicanos             | 74.006         | | [ 1 ] |
| Thiago Auricchio            | PL            | PL                                               | 73.435         | | [ 1 ] |
| Rafael Silva                | PSD           | PSB - PSC - Cidadania - PTB - PV                 | 71.992         | Eleito pelo PSB | [ 1 ] |
| Maria Lúcia Amary           | PSDB          | PSDB - PSD - DEM - PP - Republicanos             | 70.743         | | [ 1 ] |
| Roque Barbiere              | Avante        | PSB - PSC - Cidadania - PTB - PV                 | 70.076         | Eleito pelo PTB | [ 1 ] |
| Roberto Engler              | PSDB          | PSB - PSC - Cidadania - PTB - PV                 | 69.969         | Eleito pelo PSB | [ 1 ] |
| Marcos Zerbini              | PSDB          | PSDB - PSD - DEM - PP - Republicanos             | 69.296         | | [ 1 ] |
| Emídio de Souza             | PT            | PT                                               | 65.898         | | [ 1 ] |
| Mauro Bragato               | PSDB          | PSDB - PSD - DEM - PP - Republicanos             | 65.475         | | [ 1 ] |
| Vinicius Camarinha          | PSDB          | PSB - PSC - Cidadania - PTB - PV                 | 65.441         | Eleito pelo PSB | [ 1 ] |
| Leci Brandão                | PCdoB         | PC do B                                          | 64.487         | | [ 1 ] |
| Márcia Lia                  | PT            | PT                                               | 63.751         | | [ 1 ] |
| Roberto Morais              | Cidadania     | PSB - PSC - Cidadania - PTB - PV                 | 63.447         | | [ 1 ] |
| Delegada Graciela           | PL            | PL                                               | 63.089         | | [ 1 ] |
| Jorge do Carmo              | PT            | PT                                               | 61.751         | | [ 1 ] |
| Ed Thomas                   | PSB           | PSB - PSC - Cidadania - PTB - PV                 | 61.371         | Renunciou ao mandato após ser eleito prefeito de Presidente Prudente em 2020                                                                                                | [ 1 ] |
| Letícia Aguiar              | PP            | PSL                                              | 60.909         | Eleita pelo PSL | [ 1 ] |
| Edson Giriboni              | UNIÃO         | PSB - PSC - Cidadania - PTB - PV                 | 59.701         | Eleito pelo PV Suplente efetivado em 2021 na vaga que pertencia ao deputado Ed Thomas                                                                                       | [ 1 ] |
| Estevam Galvão              | UNIÃO         | PSDB - PSD - DEM - PP - Republicanos             | 59.548         | Eleito pelo DEM | [ 1 ] |
| Padre Afonso Lobato         | PV            | PSB - PSC - Cidadania - PTB - PV                 | 59.156         | Suplente temporário que ocupou a vaga quando o titular Fernando Cury esteve afastado                                                                                        | [ 1 ] |
| Ataíde Teruel               | PODE          | PODE                                             | 58.136         | | [ 1 ] |
| Patrícia Bezerra            | PSDB          | PSDB - PSD - DEM - PP - Republicanos             | 57.609         | Suplente temporária na vaga do titular licenciado Cauê Macris | [ 1 ] |
| Aldo Demarchi               | UNIÃO         | PSDB - PSD - DEM - PP - Republicanos             | 57.498         | Eleito pelo DEM Suplente efetivado em 2022 na vaga que pertencia ao deputado Arthur do Val                                                                                  | [ 1 ] |
| Erica Malunguinho           | PSOL          | Sem Medo de Mudar São Paulo PSOL - PCB           | 55.223         | | [ 1 ] |
| Beth Sahão                  | PT            | PT                                               | 54.900         | Suplente que deixou o mandato em 2020 após o titular Maurici obter decisão favorável do TRE-SP e assumir a vaga                                                             | [ 1 ] |
| Valéria Bolsonaro           | PL            | PSL                                              | 54.519         | Eleita pelo PSL | [ 1 ] |
| Isa Penna                   | PCdoB         | Sem Medo de Mudar São Paulo PSOL - PCB           | 53.838         | Eleita pelo PSOL | [ 1 ] |
| Alexandre Pereira           | Solidariedade | Solidariedade                                    | 49.741         | | [ 1 ] |
| Paulo Corrêa Júnior         | PSD           | Patriota                                         | 46.438         | Eleito pelo Patriota | [ 1 ] |
| Raul Marcelo                | PSOL          | Sem Medo de Mudar São Paulo PSOL - PCB           | 46.415         | Suplente temporário que ocupou a vaga quando a titular Mônica da Bancada Ativista esteve licenciada                                                                         | [ 1 ] |
| Professor Walter Vicioni    | MDB           | MDB                                              | 45.753         | Suplente temporário que ocupou a vaga quando o titular Itamar Borges esteve licenciado                                                                                      | [ 1 ] |
| Damaris Moura               | PSDB          | Renovação PMB - PHS                              | 45.103         | Eleita pelo PHS | [ 1 ] |
| Tenente Nascimento          | PL            | PSL                                              | 45.050         | Eleito pelo PSL | [ 1 ] |
| Márcio da Farmácia          | PODE          | PODE                                             | 44.969         | | [ 1 ] |
| Aprígio                     | PODE          | PODE                                             | 43.320         | Renunciou ao mandato após ser eleito prefeito de Taboão da Serra em 2020 | [ 1 ] |
| Adriana Borgo               | Agir          | PROS                                             | 41.953         | Eleita pelo PROS | [ 1 ] |
| Marina Helou                | REDE          | Mobilização Sustentável por São Paulo PMN - REDE | 39.839         | | [ 1 ] |
| Agente Federal Danilo Balas | PL            | PSL                                              | 38.661         | Eleito pelo PSL | [ 1 ] |
| Márcio Nakashima            | PDT           | PDT                                              | 38.081         | | [ 1 ] |
| Castello Branco             | PL            | PSL                                              | 38.026         | Eleito pelo PSL | [ 1 ] |
| Murilo Felix                | PODE          | PODE                                             | 37.887         | Suplente efetivado em 2021 na vaga que pertencia ao deputado Aprígio | [ 1 ] |
| Sargento Neri               | Patriota      | Avante                                           | 34.238         | Eleito pelo Avante | [ 1 ] |
| Sergio Victor               | NOVO          | NOVO                                             | 29.909         | | [ 1 ] |
| Ricardo Mellão              | NOVO          | NOVO                                             | 27.150         | | [ 1 ] |
| Adalberto Freitas           | PSDB          | PSL                                              | 26.153         | Eleito pelo PSL | [ 1 ] |
| Frederico D'Avila           | PL            | PSL                                              | 24.470         | Eleito pelo PSL | [ 1 ] |
| Tenente Coimbra             | PL            | PSL                                              | 24.109         | Eleito pelo PSL | [ 1 ] |
| Coronel Nishikawa           | PL            | PSL                                              | 23.094         | Eleito pelo PSL | [ 1 ] |